# Ardisia curranii
Ardisia curranii är en viveväxtart som beskrevs av Elmer Drew Merrill. Ardisia curranii ingår i släktet Ardisia och familjen viveväxter. Inga underarter finns listade i Catalogue of Life.